# Penthouse
«Penthouse» — американський еротичний розважальний журнал для чоловіків, один з найвідоміших у світі брендів. Крім журналу США випускаються аналогічні журнали різними мовами в усьому світі. Відрізняється від також відомого «Плейбою» відвертішим еротичним та сексуальним змістом. У США журнал «Пентгауз» визнаний порнографічним. Заснований Робертом «Бобом» Гуччіоне (1930—2010). Назва журналу — від назви розкішних апартаментів на верхніх поверхах міських багатоповерхівок.
Права на журнал належать корпорації «Дженерал медіа ком'юнікейшнз» (англ. General Media Communications, Inc.), дочірній компанії корпорації «ФрендзФайндер нетворк» (англ. FriendFinder Networks Inc.), з 19 лютого 2016 — дочірня компанія корпорації «Пентгауз глобал медіа» (англ. Penthouse Global Media, Inc); від 11 січня 2018 року корпорації об'єдналися під спільною назвою Penthouse Global Media, Inc. Хоча Боб Гуччіоне був громадянином США, журнал 1965 року заснований у Великій Британії, і тільки з 1969 р. став продаватися також і в США. За часів успіху журналу Гуччіоне вважався одним з найбагатших людей США. Одного разу він потрапив до списку 400 найбагатших людей США за версією журналу Форбс (у 1982 р. зі статком у 400 мільйонів доларів США). Згідно зі статтею 2002 року в газеті «Нью-Йорк таймс», яка процитувала Гуччіоне, активи «Пентгауса» зросли до 3,5-4 мільярдів доларів за 30 років його існування, приносячи майже півмільярда чистого прибутку.
Щомісяця журнал Penthouse присвоює звання «Кішечка місяця» (Pet of the Month) найкращій моделі.
Першою французькою моделлю, яка з'явилася на обкладинці американського видання Penthouse, в 2002 році стала Клара Морган, на той момент — порноакторка.